# Fatiga de Zoom

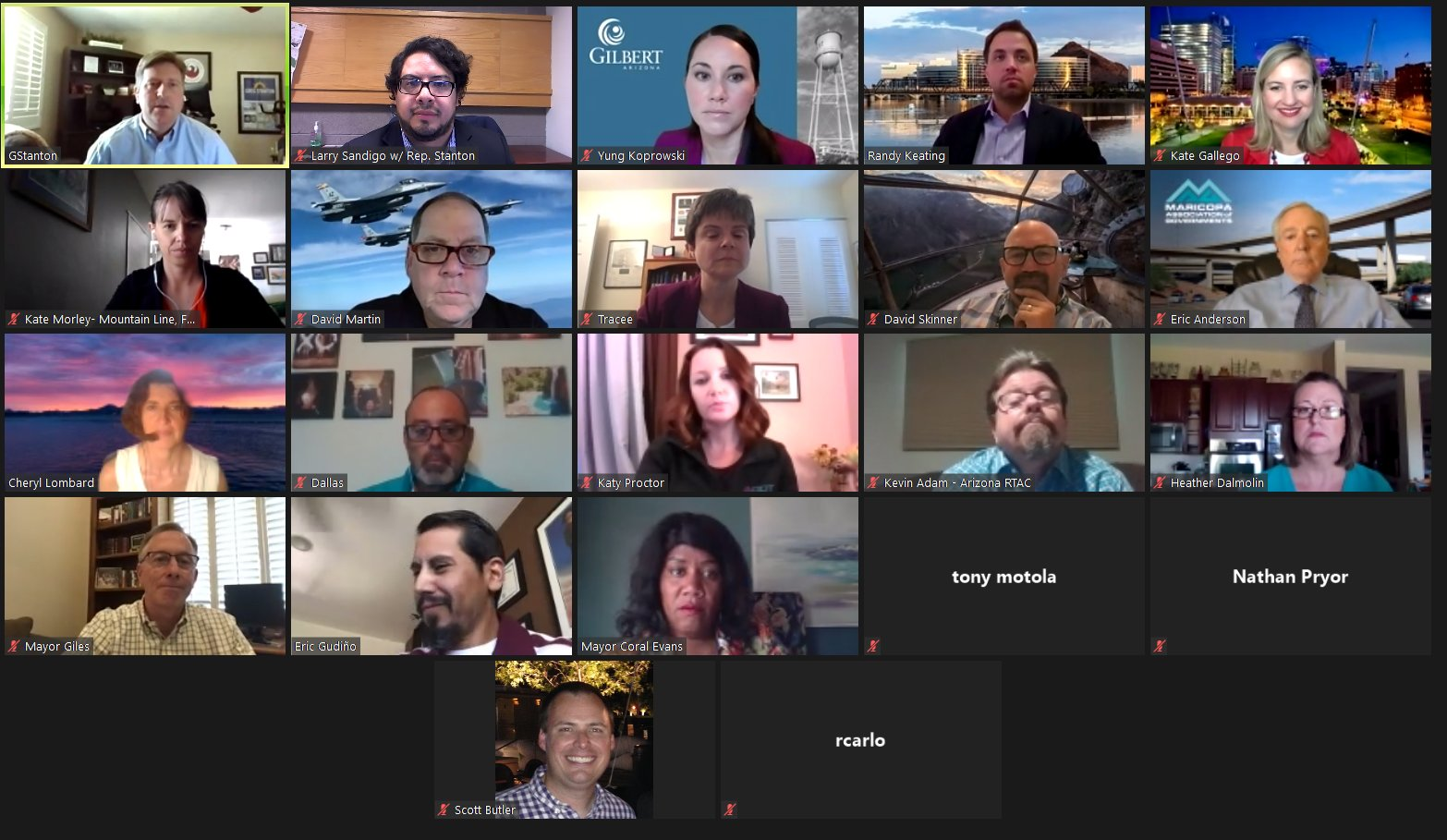
Videoconferencia en Zoom, 11 de junio de 2020.

La fatiga de Zoom hace referencia al cansancio, la preocupación o el agotamiento asociados con el uso excesivo de plataformas virtuales de comunicación, en particular las videoconferencias. Las personas principalmente afectadas son aquellas que utilizan de manera cotidiana plataformas como Google Meet, Skype, FaceTime y, especialmente, Zoom Video.
El término surgió durante el contexto de la pandemia de COVID-19 de 2020, muchas personas empezaron a utilizar este la debido a la obligación de distanciamiento social, muchos empezaron a utilizar Zoom como plataforma para teletrabajo, educación a distancia, y las relaciones sociales en línea.

## Estudios
Un estudio de la Universidad de Stanford publicado en la revista Technology, Mind, and Behavior (TMB) en febrero de 2021, identificó cuatro consecuencias de los chats de video prolongados en Zoom que supuestamente contribuyen a la sensación comúnmente conocida como «fatiga del Zoom»:
1. Una cantidad excesiva de contacto visual de cerca es muy intensa.
2. Verse a sí mismo durante los chats de video constantemente en tiempo real genera fatiga,
3. Los chats de video reducen drásticamente nuestra movilidad habitual.
4. La carga cognitiva es mucho mayor en los chats de video.